# Isla Chambergo
Isla Chambergo o bien Isla de Chambergo es el nombre que recibe una isla ubicada al noroeste del Lago de Valencia o Lago Tacarigua al sur del Municipio San Joaquín, en el estado Carabobo, al centro norte del país suramericano de Venezuela.
La isla posee una superficie estimada en 36 hectáreas (equivalentes a 0,36 kilómetros cuadrados).
En la época de la Colonia en Venezuela el territorio fue propiedad Privada y fue vendida en 1865 pasando por varias manos hasta volver a manos del estado venezolano.
Se han encontrado figuras de nativos indígenas venezolanos en la isla, en 1979 fue declarada Parque nacional Enrique Tejera pero esta medida fue revertida posteriormente. Para 1990 el nivel de las aguas del lago bajo tanto que la isla se convirtió temporalmente en una península